# Long Division
Long Division è il secondo album in studio del gruppo musicale statunitense Low, pubblicato nel 1995.

## Tracce
1. Violence – 5:54
2. Below & Above – 2:32
3. Shame – 3:56
4. Throw Out the Line – 4:05
5. Swingin' – 4:10
6. See Through – 4:25
7. Turn – 5:08
8. Caroline – 4:48
9. Alone – 4:00
10. Streetlight – 0:35
11. Stay – 7:04
12. Take – 2:32